# Appietto
Appietto település Franciaországban, Corse-du-Sud megyében. Lakosainak száma 1751 fő (2022. január 1.). Appietto Calcatoggio, Afa, Alata, Sarrola-Carcopino és Valle-di-Mezzana községekkel határos.

## Népesség
A település népességének változása:
| Lakosok száma | 319  | 623  | 857  | 1311 | 1636 | 1758 | 1825 | 1813 | 1795 | 1751 |
|               | 1968 | 1982 | 1990 | 2006 | 2013 | 2015 | 2017 | 2019 | 2020 | 2022 |